# Dusona nigridorsum
Dusona nigridorsum là một loài tò vò trong họ Ichneumonidae.